# Mia Greenová
Maria Amalia „Mia“ Greenová (rozená Lundmarková; nepřechýleně Mia Green; 14. dubna 1870 – 24. června 1949) byla švédská fotografka, která má na památku pojmenovaný park v Haparandě. Dokumentovala historii v této oblasti, zejména během první světové války. Angažovala se také v místním volebním spolku a při vytváření péče o seniory.

## Rodina
Měla dvě děti, Marii Lundmarkovou a Lennarta Greena. Byla babičkou Mariky Greenové a prababičkou herečky Evy Greenové. Příjmení „Greenová“ [ˈɡɾeːn] je odvozené ze švédského slova „gren“, což znamená „větev stromu“. Nepochází z anglického slova „green“, což je švédsky „grön“.

## Život
Narodila se jako Lundmarková v Nor, farnosti Roslags-Bro Uppland dne 14. dubna 1870. Greenová zemřela v obci Haparanda dne 24. června 1949.

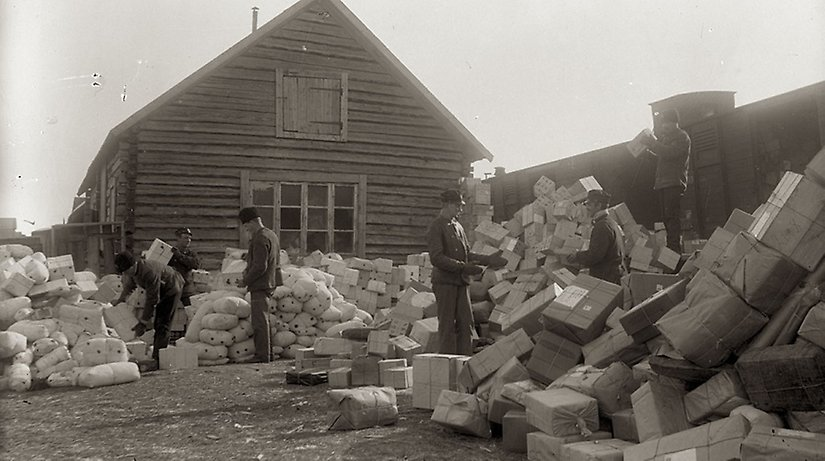
Karungi Overseas Post sorting vyfotografovala Greenová během první světové války

Stala se fotografkou v Haparandě, která je ve Švédsku, ale nedaleko hranic s Finskem. Haparanda byla místem, kde se švédský a ruský železniční systém dostaly velmi blízko k sobě. Přestože její město bylo malé, stalo se velmi významným během první světové války, kde se vyměňovaly tisíce dětí, invalidní váleční zajatci a tisíce tun pošty.

## Fotografie

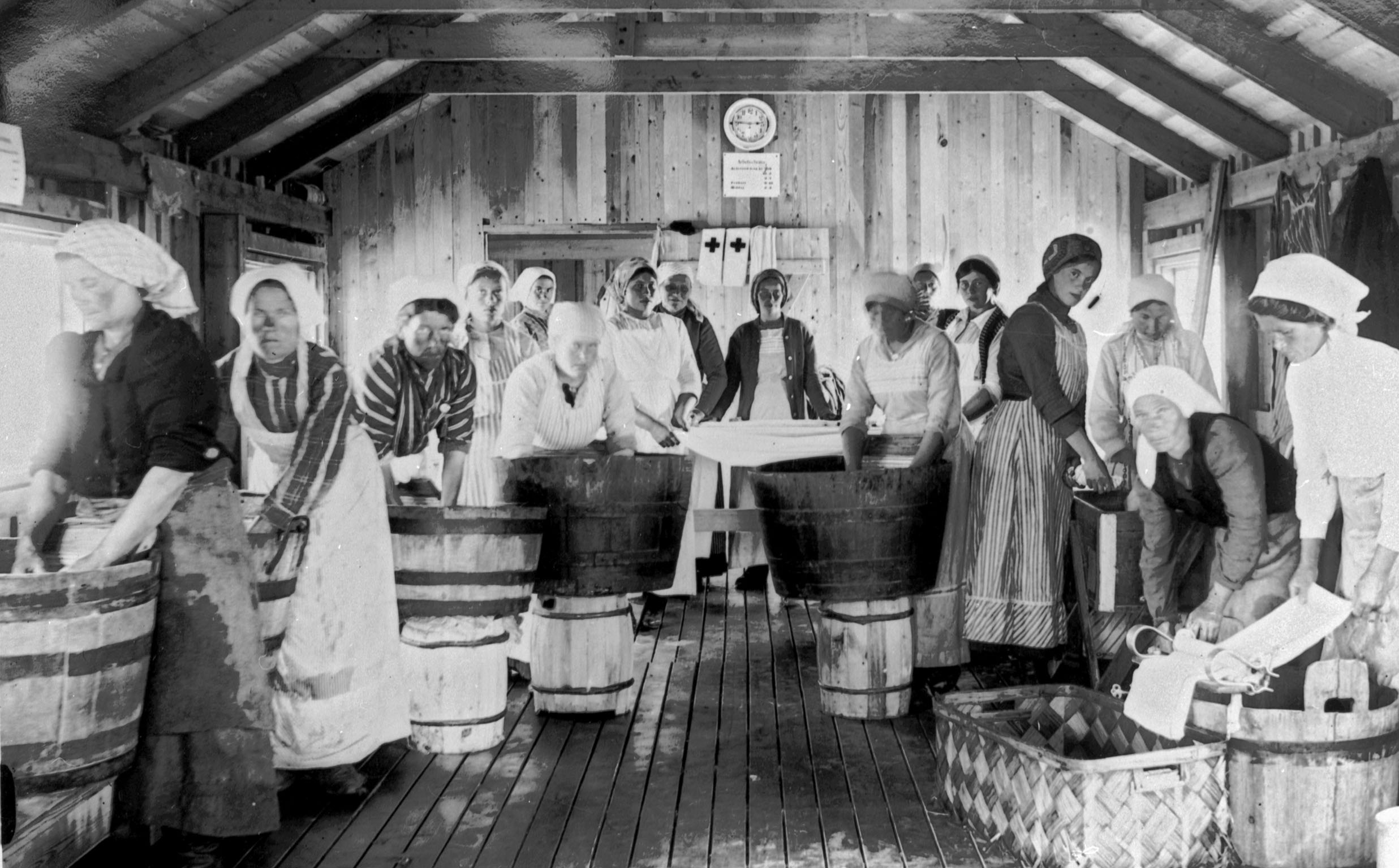
Umývačky během propuknutí tyfu v Haparandě v roce 1918

Byla známá fotografickým záznamem, který vytvořila během první světové války, který zahrnoval sestry Červeného kříže a válečné invalidy. V roce 1918 zaznamenala propuknutí tyfu v Haparandě.
Jednou z jejích studentek byla Hilda Augusta Larssonová, která byla Švédka, ale ve Finsku založila fotografickou firmu.
Její snímky zachytily významné politiky, operní pěvce a šlechtu, ale i revolucionáře, špiony a pašeráky, ale vzpomíná se i na práci, kterou odvedla při zavádění péče o seniory.

## Politika
Greenová byl také aktivistkou za práva žen, vedla pobočku Národní asociace pro volební právo žen (LKPR) v Haparandě, která byla založena v roce 1907. V roce 1913 působila jako členka ústředního vedení organizace. V rámci místní pobočky se také usilovalo o pomoc mnoha uprchlíkům procházejících městem. Na politické frontě byla zvolena do městské rady za konzervativní stranu.

## Dědictví
Na její památku byl v její rodné farnosti vytvořen památník s bustou od Larse Stålnackeho.